# Veckenstedt
Veckenstedt est un village de la Saxe-Anhalt en Allemagne, devenu depuis 2010 le chef-lieu de la commune unie du Nordharz. Le village se trouve dans l'arrondissement du Harz et avait au 31 décembre 2010 une population de 1 423 habitants.